# Якимушкин, Иван Андреевич
Ива́н Андре́евич Яки́мушкин (род. 17 июня 1996, Муром, Владимирская область) — российский лыжник, серебряный призёр Олимпийских игр 2022 года, серебряный призёр чемпионата мира 2021 года в эстафете. Трёхкратный чемпион зимней Универсиады 2019 года. Двукратный чемпион мира по лыжным гонкам среди юниоров. Заслуженный мастер спорта России (2022).

## Биография
Иван Якимушкин родился 17 июня 1996 года. Рос в спортивной семье. С 8 лет тренируется в лыжной секции. Первый тренер — Галина Александровна Кабанова. С 12 лет Ивана тренирует его отец Андрей Владимирович, который позднее занял должность главного тренера. Начинал спортивную карьеру в городе Муром Владимирской области. Позднее переехал в город Тюмень.
С 2011 года Якимушкин ежегодно побеждал на первенствах России по лыжным гонкам.
Со 2 по 8 февраля 2015 года на Чемпионате Мира среди юниоров и молодежи до 23 лет в городе Алма-Ата, Иван на 10 километровой дистанции коньковым ходом стал серебряным призёром, в эстафете в составе юниорской сборной России занял первое место в лыжных гонках и впервые стал чемпионом мира.
В феврале 2016 года Иван вновь завоевывает титул Чемпиона Мира среди юниоров, на сей раз в масс-старте на 15 километровой дистанции. В том же году он стал «Спортсменом года» в городе Муром.
Дебют на взрослых соревнованиях международного уровня состоялся в 2017 году на 12-дневной лыжной многодневке «Тур де Ски».
В национальной сборной тренируется в команде дистанционщиков под руководством О. О. Перевозчикова.
Иван Якимушкин стал чемпионом России 2018 года в эстафете 4×10 км. Также является серебряным призёром в спринте.
На зимней Универсиаде 2019 года в Красноярске Якимушкин завоевал три золотые медали, победив в индивидуальной гонке на 10 километров, гонке преследования на аналогичной дистанции и в эстафете.
Якимушкин выполнил норматив мастера спорта по лыжным гонкам. Обучается в Тюменском Нефтегазовом университете на факультете «нефтяное дело».
На дебютном чемпионате мира 2021 года в немецком Оберстдорфе Якимушкин в составе эстафетной четверки завоевал серебряную медаль.
Серебряный призёр Олимпийских игр 2022 года в масс-старте свободным стилем. 

## Результаты

### Олимпийские игры
| Олимпийские игры | Спринт | Командный спринт | 15 км | Скиатлон 15+15 км | Масс-старт 50 км | Эстафета |
| ---------------- | ------ | ---------------- | ----- | ----------------- | ---------------- | -------- |
| 2022 Пекин       | —      | —                | 13    | —                 | 2                | —        |

### Чемпионаты мира по лыжным видам спорта
| Чемпионат мира  | Спринт | Командный спринт | 15 км раздельный старт | 15+15 км скиатлон | 50 км масс-старт | Эстафета |
| --------------- | ------ | ---------------- | ---------------------- | ----------------- | ---------------- | -------- |
| 2021 Оберстдорф | —      | —                | 11                     | 8                 | —                | 2        |

## Награды
- Медаль ордена «За заслуги перед Отечеством» I степени (25 февраля 2022 года) — за высокие спортивные достижения, волю к победе, стойкость и целеустремлённость, проявленные на XXIIV Олимпийских зимних играх 2022 года в городе Пекине (Китайская Народная Республика)[5];
- Заслуженный мастер спорта России (2022).